# SN 1988P
SN 1988P – supernowa typu I odkryta 9 czerwca 1988 roku w galaktyce A153229+0137. W momencie odkrycia miała maksymalną jasność 18,50m.